# Dagens ETC
Dagens ETC är en partipolitiskt obunden vänster- och miljöorienterad dagstidning. Tidningen ägs av ETC Förlag där Johan Ehrenberg tidigare var VD.
Dagens ETC kommer ut sju dagar i veckan, varav alla dagar digitalt och i papper tisdag till fredag. Ledarskribenter i tidningen har bland annat varit Göran Greider, Kajsa Ekis Ekman, och Laila Vianden. Utrikeskorrespondenter har bland annat varit Emma Sofia Dedorson (Frankrike), Gunnar Wesslén (Afrika), Joakim Medin (Mellanöstern) och Lars Palmgren (Latinamerika).

## Historia
Dagens ETC startades i januari 2014 som en dagstidning. Den innehåller inrikes- och utrikesnyheter och har fokus på jämställdhetsfrågor och klimatfrågan.
I juni 2018 beslutade Presstödsnämnden att ETC-koncernen skulle betala tillbaka 8,4 miljoner kr i felaktigt utbetalat driftsstöd för felaktigheter i antalet uppgivna prenumerationer, beslutet gällde Dagens ETC och de nerlagda lokaltidningarna i Umeå och Jönköping. Under september 2018 började Dagens ETC betala tillbaka delar av beloppet efter att ha fått en avbetalningsplan för skulden som uppgick till 3,57 miljoner kr.
Dagens ETC är en uttalat feministisk tidning, som räknar antalet kvinnor och män som syns på tidningssidorna. 2020 var representationen mellan kvinnor och män 50–50.
2019 beslutade tidningen att sluta ta in fossila annonser.